# Lac Cyohoha Sud
Le lac Cohoha Sud (ou Cohoha ou Tshohoha) est un petit lac d'Afrique centrale, partagé entre la Province de l'Est au Sud du Rwanda et la Province de Kirundo au Nord du Burundi – comme le lac Rweru, situé un peu plus à l'Est. 
Il existe également un lac Cyohoha Nord, beaucoup moins étendu, situé plus au Nord comme son nom l'indique.